# Fanbärare

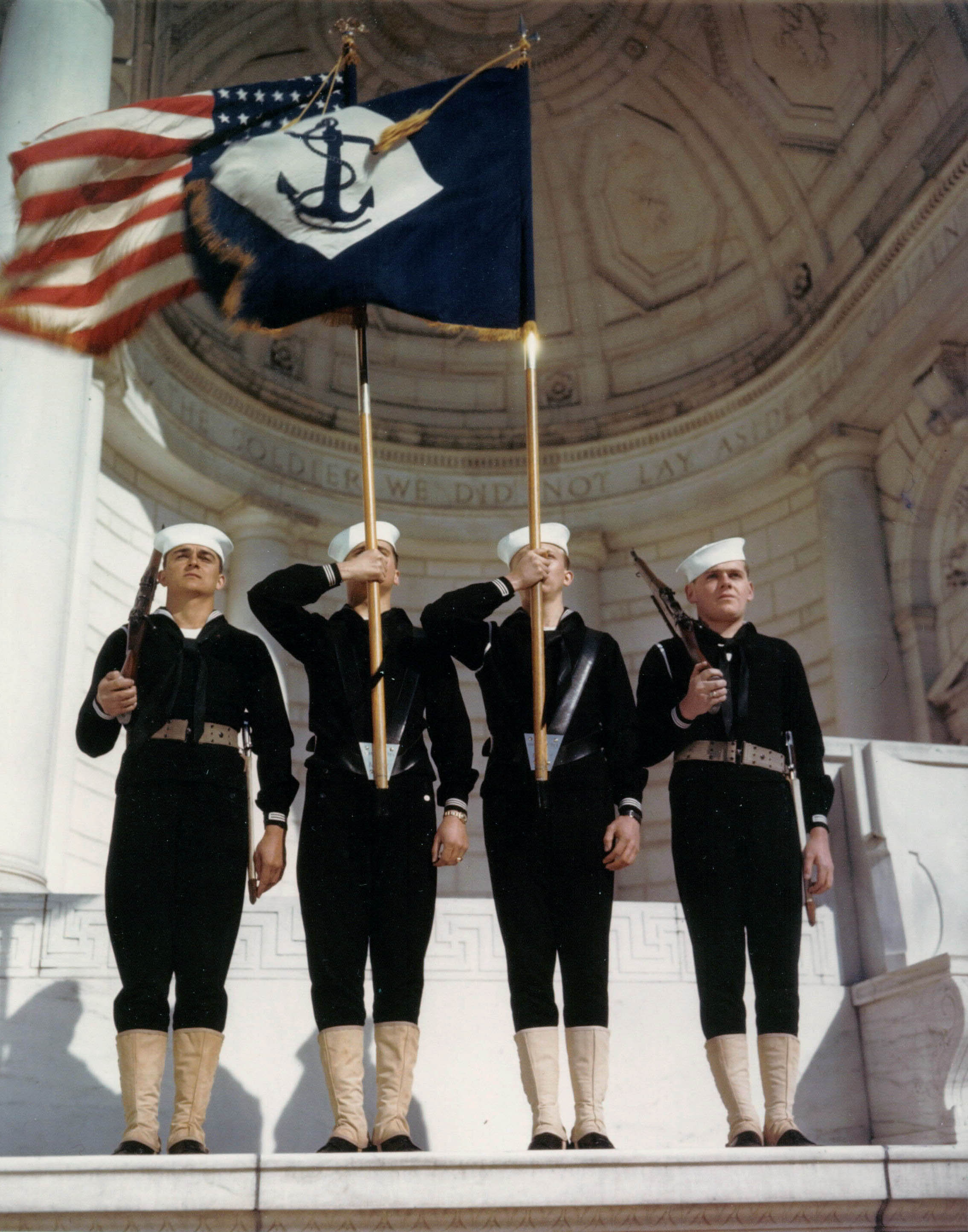
Två fanförare jämte två fanvakter vid Arlingtonkyrkogården i USA.

En fanbärare (civil term) eller fanförare (militär term) är en person som har till uppgift att bära en fana eller ett standar. 

## Fanförare
Fram till första världskriget bar fanföraren sitt förbands fana i strid. Fanan användes som riktmärke för förbandets soldater. För att fanan inte skulle falla i fiendens händer skyddades den av en fanvakt. Att vara fanförare i strid var en utomordentligt farlig kommendering, eftersom fiendens eldgivning riktades mot fanan. Under den första dagen i slaget vid Gettysburg 1863 blev fjorton fanförare tillhöriga 26th North Carolina Infantry nedskjutna.

## Fanbärare
Idag uppträder fanbärare enbart i ceremoniella sammanhang som till exempel en parad eller invigningen av olympiska spelen. Att utses till fanbärare brukar betraktas som ett hedersuppdrag eftersom man uppträder som representant för det land eller den organisation som fanan symboliserar.